# Simon Appelgren (1717–1784)
Simon Appelgren, ursprungligen Vaijala, född 28 oktober 1717 i Pälkäne socken, död 3 september 1784 i Paldamo socken, var en finländsk präst.
Appelgren var son till rusthållaren Mats Henriksson Vaijala och Anna Christina Castrenius samt dotterson till kyrkoherden Olof Castrenius i Pälkäne. Han var elev vid Åbo katedralskola 1731–1736 och inskrevs 1736 som student vid Kungliga Akademien i Åbo. Han prästvigdes i maj 1744 för Åbo stift och blev samma år kaplan i Paldamo samt därefter vice pastor och 1776 kyrkoherde där.
Appelgren gifte sig med Susanna Magdalena Forsström, som var dotter till kyrkoherden Simon Forsström i Paldamo och Magdalena Frosterus samt styvdotter till kyrkoherden Jakob Salmén i Paldamo. Hon gifte om sig 1786 med kaplanen Erik Frosterus i Paldamo men avled året därpå. Av makarna Appelgrens barn blev Gustaf Reinhold Appelgren kyrkoherde och prost i Muhos, Simon Appelgren kyrkoherde och prost i Nedertorneå, Johan Appelgren kaplan i Hyrynsalmi och Anders Wilhelm Appelgren löjtnant.